# Wacław Gąssowski
Wacław Gąssowski (ur. 27 sierpnia?/9 września 1917 w Piotrogrodzie, zm. 7 lipca 1959 w Belgii) – polski lekkoatleta, wielokrotny mistrz i rekordzista Polski, później trener lekkoatletyczny.

## Życiorys
Urodził się 1 września 1917 w Piotrogrodzie.
Ukończył szkołę średnią w Rydzynie, a następnie Szkołę Podchorążych Lotnictwa w Dęblinie, otrzymując tytuł obserwatora. 13 września 1939 został mianowany na stopień podporucznika ze starszeństwem z 1 sierpnia 1939 w korpusie oficerów lotnictwa, grupa liniowa.
Jako lekkoatleta startował przede wszystkim w biegach na 400 m, 800 m i na 400 m przez płotki. Zakwalifikował się do polskiej reprezentacji na igrzyska olimpijskie w 1936 w Berlinie w biegu na 400 metrów przez płotki, ale nie wystąpił na skutek kontuzji. Na mistrzostwach Europy w 1938 w Paryżu odpadł w eliminacjach biegu na 800 m. W 1939 na akademickich mistrzostwach świata w Monako zdobył złoty medal w biegu na 400 m i srebrny w sztafecie olimpijskiej (w składzie znajdowali się również Stanisław Sulikowski, Jan Tęsiorowski i Zygmunt Zabierzowski).
Odniósł wiele sukcesów w mistrzostwach Polski. W 1936 zdobył srebrny medal na 400 m przez płotki i w sztafecie 4 × 400 m, w 1937 został mistrzem na 800 m, a w 1938 zdobył złote medale na 400 m, sztafecie 4 × 100 m, sztafecie 4 × 200 m, sztafecie szwedzkiej i sztafecie olimpijskiej, srebrny w sztafecie 4 × 400 m i brązowy w sztafecie 3 × 1000 m. Był też złotym medalistą halowych mistrzostw Polski w 1937 w sztafecie 3 × 800 m.
Sześciokrotnie poprawiał rekordy Polski: bieg na 300 m – 36,0 (19 września 1937, Kraków), bieg na 400 m – 48,3 (21 sierpnia 1937, Warszawa, przetrwał do 1954), bieg na 500 m – 1:05,5 (11 października 1936, Warszawa), sztafeta 4 × 200 m – 1:32,9 (25 września 1938, Kraków), sztafeta szwedzka – 1;56,3 (9 sierpnia 1938, Oslo), sztafeta olimpijska – 3:23,8 (28 sierpnia 1938, Poznań).
W latach 1936–1939 wystąpił w siedmiu meczach reprezentacji Polski (21 startów), odnosząc 6 zwycięstw indywidualnych.
Dwukrotnie znalazł się w dziesiątce najlepszych sportowców Polski w plebiscycie Przeglądu Sportowego: w 1937 zajął 4. miejsce, a w 1938 – 6. miejsce
Rekordy życiowe:
- bieg na 100 metrów – 11,0 s (7 sierpnia 1938, Dęblin)
- bieg na 200 metrów – 22,7 s (29 maja 1939, Bydgoszcz)
- bieg na 400 metrów – 48,3 s (21 sierpnia 1937, Warszawa)
- bieg na 800 metrów – 1:52,6 s (9 lipca 1938, Królewiec)
- bieg na 1000 metrów – 2:27,0 s (15 lipca 1939, Chorzów)
- bieg na 400 metrów przez płotki – 56,2 s (22 sierpnia 1937, Warszawa)

Był zawodnikiem AZS Poznań (1936), Legii Warszawa (1936-1937) i Orląt Dęblin (1938-1939).
We wrześniu 1939 nie udało mu się dołączyć do macierzystej jednostki 41 eskadry rozpoznawczej. Wziął udział w obronie Warszawy w składzie Lotniczego Oddziału Szturmowego Obrony Warszawy. Po kapitulacji załogi stolicy dostał się do niemieckiej niewoli. Przebywał w Oflagu IV C Colditz, Oflagu II A Prenzlau, w szpitalu Königswarthe (21 maja 1941) i Oflagu X C Lubeka (od 11 sierpnia 1943). Po wyzwoleniu przez dwa lata studiował wychowanie fizyczne na uniwersytecie Leuven w Belgii, gdzie startował także w Racing Club Bruxelles.
W 1947 wrócił do Polski. Na mistrzostwach Polski w 1948 zdobył złoty medal w sztafecie 4 × 400 m i srebrny w biegu na 400 m przez płotki w barwach AZS Toruń.
Był jednym z czołowych szkoleniowców Wunderteamu razem z Janem Mulakiem i Witoldem Gerutto. W latach 1950–1953 był wiceprezesem Polskiego Związku Lekkiej Atletyki. W 1958 wyjechał do Belgii, gdzie został trenerem państwowym. W 1959 zginął tam w wypadku drogowym.
Dla uczczenia jego pamięci rozgrywano w Mielcu Memoriał Wacława Gąssowskiego.

## Ordery i odznaczenia
- Brązowy Krzyż Zasługi (29 lipca 1938)[9]